# ACSiON
株式会社ACSiON（アクシオン）は、セブン銀行と電通総研による合弁会社。

## 社名
ACSiONの社名は「Across the mission」の造語。
情報セキュリティ対策は競合や業界の垣根を越えて企業同士が同じミッションを分かち合い連携するという同社の考えに由来する。

## ビジョン
「世界を公正に。」make world be honest「セキュリティや不正防止は競うのではなく業界を超えて社会全体で協力する」という、あるべき姿にするためのプラットフォームを目指す

## 事業概要

### 本人確認プラットフォーム事業「proost」
顔写真付本人確認書類の撮影データと顔写真を照合し、オンラインで本人確認できる仕組み（eKYC）をAPI形式で提供するプラットフォームサービス。令和2年4月施行の改正犯収法（犯罪収益移転防止法）に準拠しておりオンラインでの銀行口座開設などに対応する他、法的義務でない業態においても導入が可能としている。

### 不正検知プラットフォーム事業「Detecker」
セブン銀行が培ってきた金融犯罪対策（Anti-money laundering : AML）  の緻密なノウハウをベースに開発した不正検知プラットフォーム。
AIを用いたビッグデータ分析により、不正な申込みやアクセスを24時間365日監視し検知する。また不正を検知した際、攻撃情報をDeteckerプラットフォームに蓄積・共有することで、同一の攻撃者から全てのDetecker利用企業を守る“面”での防御を可能とする。

### コンサルティング事業
不正対策の全体施策の実現に向けて、企業が所有する既存システムや情報資産と不正検知プラットフォーム「Detecker（ディテッカー）」を組み合わせて、業務の高度化とコスト抑制の両立を目指した施策の立案から業務構築をサポートするコンサルティングを行う。

### 公的個人認証（JPKI）サービス
マイナンバーカードを用いて、犯罪収益移転防止法や携帯電話不正利用防止法等に準拠した本人確認をオンライン上で実施できる、オンライン本人確認（eKYC）サービスを提供する。
公的個人認証サービス（JPKI）における主務大臣認定を銀行子会社として初の取得をし、プラットフォーム事業者として公的個人認証サービスを（JPKI）を提供している。